# 坂井豊貴
坂井 豊貴（さかい とよたか、1975年 - ）は、日本の経済学者、実業家。専攻分野はメカニズムデザイン、マーケットデザイン、社会的選択、公正配分、クリプトエコノミクス。慶應義塾大学経済学部教授。アメリカロチェスター大学 Ph.D.（経済学、2005年）。
受賞歴に義塾賞（2015年）、新書大賞4位（2016年）など。

## 来歴
1975年生まれ。

早稲田大学商学部（1998年卒業）、神戸大学大学院経済学研究科修士課程（2000年修了）を経て、2005年にロチェスター大学経済学博士課程を修了
横浜市立大学経営学系准教授、横浜国立大学経済学部准教授を経て、2011年より慶應義塾大学経済学部准教授、2014年より同教授。
2015年に義塾賞を受賞。
主著『多数決を疑う』（岩波新書）で2016年に新書大賞（中央公論新社）4位を受賞。

## 文筆・メディア出演
代表作『多数決を疑う』（岩波新書）は高校現代文の教科書に採録され、警視庁一種採用試験に文章が採用されたことがある。

読売新聞、朝日新聞で書評委員を歴任。

## 企業などとの活動
2020年6月に星野崇宏らと株式会社エコノミクスデザインを創業して、経営に携わる。その他に、非常勤として以下の役職を務める。
- プルデンシャル生命保険株式会社　社外取締役[8]
- 株式会社デューデリ&ディール　チーフエコノミスト[9]
- Gaudiy　経済設計顧問[10]
- Astar Network　アドバイザー[11]
- 日本ブロックチェーン協会　アドバイザー[12]
- 株式会社マイベスト 評価手法開発・設計アドバイザー[13]

## 人物
- 学生時代は劇団スタジオライフの団員として活動しており、萩尾望都・原作『トーマの心臓』の舞台に出演した[14]。

## 著書

### 単著
- 『マーケットデザイン入門――オークションとマッチングの経済学』（ミネルヴァ書房、2010年）
- 『マーケットデザイン――最先端の実用的な経済学』（ちくま新書、2013年）
- 『社会的選択理論への招待――投票と多数決の科学』（日本評論社、2013年）
- 『準線形環境におけるメカニズムデザイン』（三菱経済研究所、2014年）
- 『多数決を疑う――社会的選択理論とは何か』（岩波新書、2015年） - 新書大賞2016第4位[15]
- 『「決め方」の経済学――「みんなの意見のまとめ方」を科学する』（ダイヤモンド社、2016年） - 週刊ダイヤモンド2016年ベスト経済書 第3位[16]
- 『ミクロ経済学入門の入門』（岩波新書、2017年）
- 『暗号通貨vs.国家――ビットコインは終わらない』（SB新書、2019年）

### 共著
- （藤中裕二・若山琢磨）『メカニズムデザイン――資源配分制度の設計とインセンティブ』（ミネルヴァ書房、2008年）
- （井手英策・宇野重規・松沢裕作）『大人のための社会科――未来を語るために』（有斐閣、2017年）
- （オークション・ラボ）『メカニズムデザインで勝つ―― ミクロ経済学のビジネス活用』（日本経済新聞出版、2020年）

### 編著
- 『メカニズムデザインと意思決定のフロンティア』（慶應義塾大学出版会、2014年）

### 共編著
- （NHK「欲望の経済史日本戦後編」制作班）『年表とトピックでいまを読み解くニッポン戦後経済史』（NHK出版、2018年）
- （今井誠・坂井豊貴 編著）『そのビジネス課題、最新の経済学で「すでに解決」しています。 仕事の「直感」「場当たり的」「劣化コピー」「根性論」を終わらせる』（日経BP、2022年）